# Tristrophis sinicola
Tristrophis sinicola là một loài bướm đêm trong họ Geometridae.